# Liste der Municípios von Mosambik
Die Liste der Municípios in Mosambik gibt die 53 Kreise (Municípios) der Republik Mosambik an, sortiert nach den elf Provinzen.
Die Kreise stellen die Kommunale Selbstverwaltung Mosambiks dar, welche sich seit 1998 im Aufbau befindet. In der Verwaltungsgliederung Mosambiks sind sie in etwa den portugiesischen Concelhos vergleichbar, und damit den LAU-1-Verwaltungseinheiten in Europa. In Deutschland sind dies beispielsweise die Landkreise, in der Schweiz die Bezirke.
Bei den Kommunalwahlen in Mosambik 2013 erlangte die FRELIMO in 50 Kreisen die Mehrheit, während die MDM die Kreise Beira, Nampula und Quelimane für sich entschied. Die RENAMO boykottierte die Wahl und verlor in der Folge alle ihre 100 Sitze in den verschiedenen Kreisen.

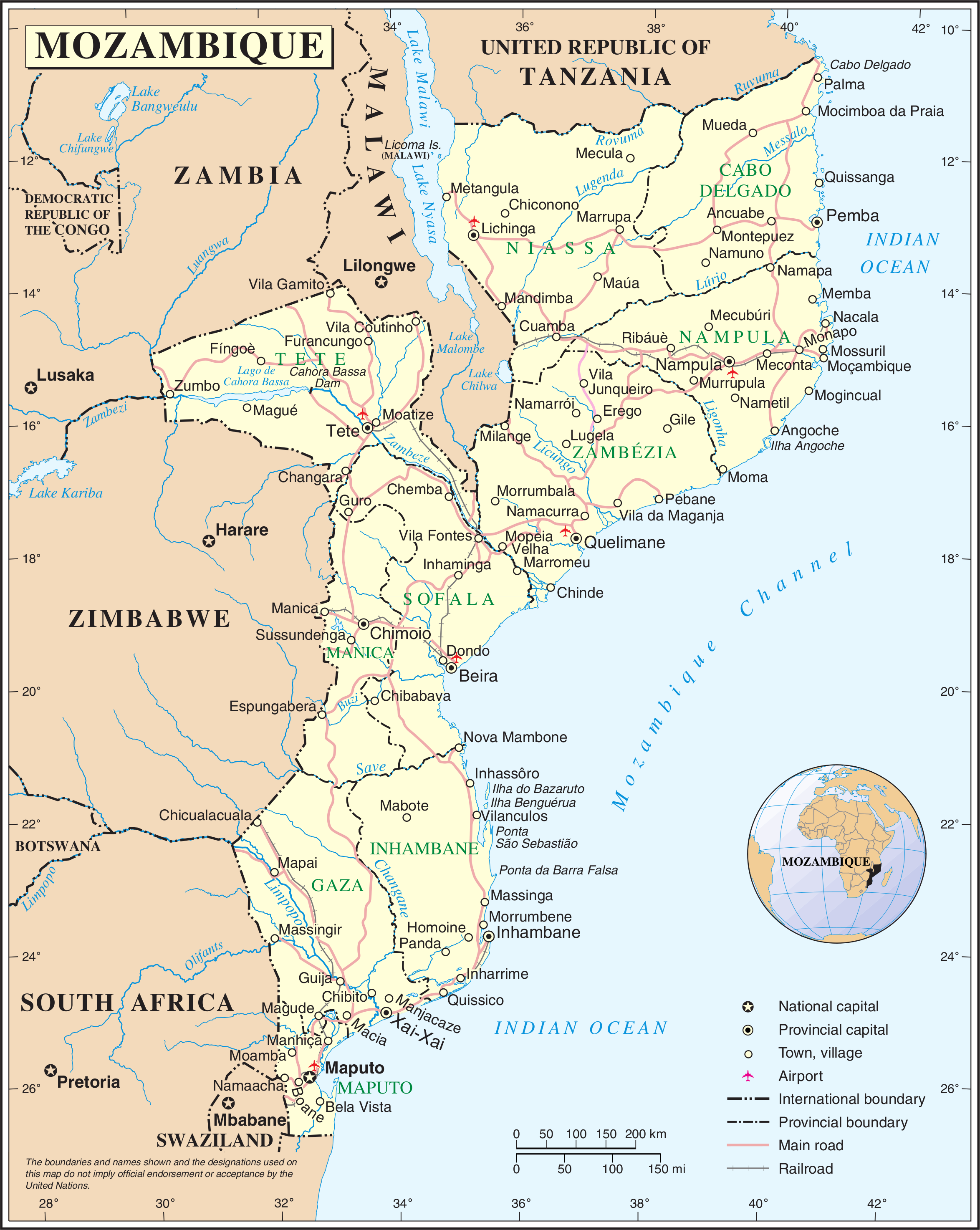
UN-Karte Mosambiks

## Liste der Municípios in Mosambik

### Provinz Cabo Delgado
- Chiúre
- Mocímboa da Praia
- Montepuez
- Mueda
- Pemba

### Provinz Gaza
- Chibuto
- Chókwè
- Macia
- Manjacaze
- Praia do Bilene
- Xai-Xai

### Provinz Inhambane
- Inhambane
- Massinga
- Maxixe
- Zavala (auch Quissico)
- Vilankulo

### Provinz Manica
- Catandica
- Chimoio
- Gondola
- Manica
- Sussundenga

### Stadt Maputo
- Maputo

### Provinz Maputo
- Boane
- Manhiça
- Matola
- Namaacha

### Provinz Nampula
- Angoche
- Ilha de Moçambique
- Malema
- Monapo
- Nacala Porto
- Nampula
- Ribauè

### Provinz Niassa
- Cuamba
- Lichinga
- Mandimba
- Marrupa
- Metangula

### Provinz Sofala
- Beira
- Dondo
- Gorongosa
- Marromeu
- Nhamatanda

### Provinz Tete
- Moatize
- Nhamnayábuè
- Tete
- Ulongué

### Provinz Zambezia
- Alto Molócué
- Gurué
- Maganja da Costa
- Milange
- Mocuba
- Quelimane